# Johann Heinrich Mensching
Johann Heinrich Mensching (latinisiert: Joann bzw. Ioannes Henricus Mensching; * um 1766 in Schwerin; † 15. Februar 1815) war ein deutscher Arzt, Hofmedicus und Landphysicus.

## Leben
Der aus Schwering im Herzogtum Mecklenburg stammende Johann Heinrich Mensching war ein Bruder des Arztes und Hofmedicus August Ludwig Mensching.
Mensching studierte Medizin an der Universität Göttingen, an der er 1787 mit der bei Johann Albrecht Barmeier verlegten Dissertation De aeris fixi ac dephlogisticati in medicinae usu zum Dr. med. promoviert wurde. Im selben Jahr wirkte er auch als Respondent in Göttingen.
Im Jahr 1800 trat er in die von seinem Bruder kurz zuvor 1797 gegründete Naturhistorische Gesellschaft Hannover (NHG) ein.
Während sein Bruder unter den Hofmedici zu Hannover wirkte, war auch Johann Heinrich Mensching laut dem Königl. Groß-Brittannischen und Churfürstl. Braunschweig-Lüneburgschen Staats-Kalender auf das Jahr 1799 ebenfalls Hofmedicus und war zudem unter den „Land-, Stadt- und Garnison-Physici“ gelistet, als er auf dem Gebiet der vormaligen Grafschaft Hoya und der vormaligen Grafschaft Diepholz wirkte von Nienburg an der Weser als Landphysikus wirkte in den Ämtern Nienburg, Liebenau, Steierberg, Stolzenau, Siedenburg, Barenburg, Harpstedt und Diepenau.
Mensching war Freimaurer und Mitglied der Loge Georg zum silbernen Einhorn im Orient von Nienburg an der Weser.

## Schriften
- De aeris fixi ac dephlogisticati in medicinae usu: dissertatio inauguralis physico-medica ... / auctor Joann. Henricus Mensching, Goettingae: Typis Joh. Albr. Barmeier [1787].